# Union-Linie

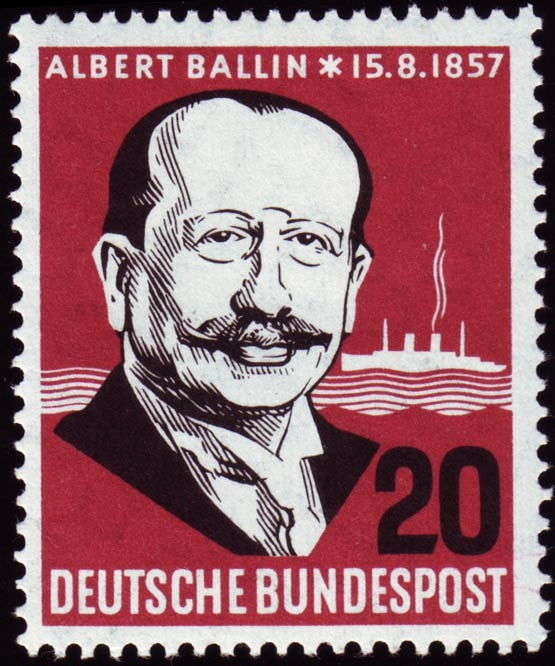
Albert Ballin (1857–1918)

Die Union-Linie war eine deutsche Schifffahrtslinie die hauptsächlich den Nordatlantik bediente.

## Überblick
Vor dem Hintergrund, dass Sloman 1885 seine neuen Dampfer aus dem Australiendienst abziehen musste, gründeten Carr und Sloman die Unionlinie für den Nordatlantik-Dienst. Es fehlte besonders für die ausländischen Auswanderer an ausreichenden und günstigen Passageplätzen im Zwischendeck. Die Verbindung mit dem Auswandererexpedienten Albert Ballin, der „seine“ Auswanderer bisher mit der sogenannten „indirekten Passagierbeförderung über Hamburg“ verschifft hatte, ergab ein sehr erfolgreiches Geschäftsmodell.

## Auswandereragentur Morris & Co
Albert Ballin war 1874 in die Hamburger Agentur für Auswanderer „Morris & Co“ eingetreten, sein Vater (Samuel Ballin) war Teilhaber. Er wurde nach dem Tod seines Vaters der Leiter. Bis 1880 wurde sie zur erfolgreichsten Agentur im Geschäft mit der Auswanderung über England und fertigte etwa ein Drittel dieser Auswanderer ab. Bisher schickte Ballin die Auswanderer mit kleinen Schiffen von Hamburg nach England; sie stiegen dort auf Dampfer um, die über den Atlantik zur Ostküste der USA fuhren. Diese indirekte Auswanderung war umständlich, aber es gab ausreichend Plätze und sie waren billiger als mit den Hamburger Schiffen der Hapag. Da die Auswandererzahlen während der Depression Ende der 1870er Jahre extrem stark anstiegen (1879 = 25.000; 1880 = 69.000; 1881 = 125.000), suchte Ballin nach einer Möglichkeit der direkten Auswanderung von Hamburg nach den USA. Auf der Suche nach passenden Schiffen sprach er auch mit Carr, der in England neue Schiffe in Auftrag gegeben hatte. Er überzeugte Carr mit Garantien für gefüllte Zwischendecks auf diesen Schiffen zum Preis von 82 Mark pro Passage.

## Edward Carr und Albert Ballin – Carr-Linie – eine Konkurrenz für Hapag (1881)

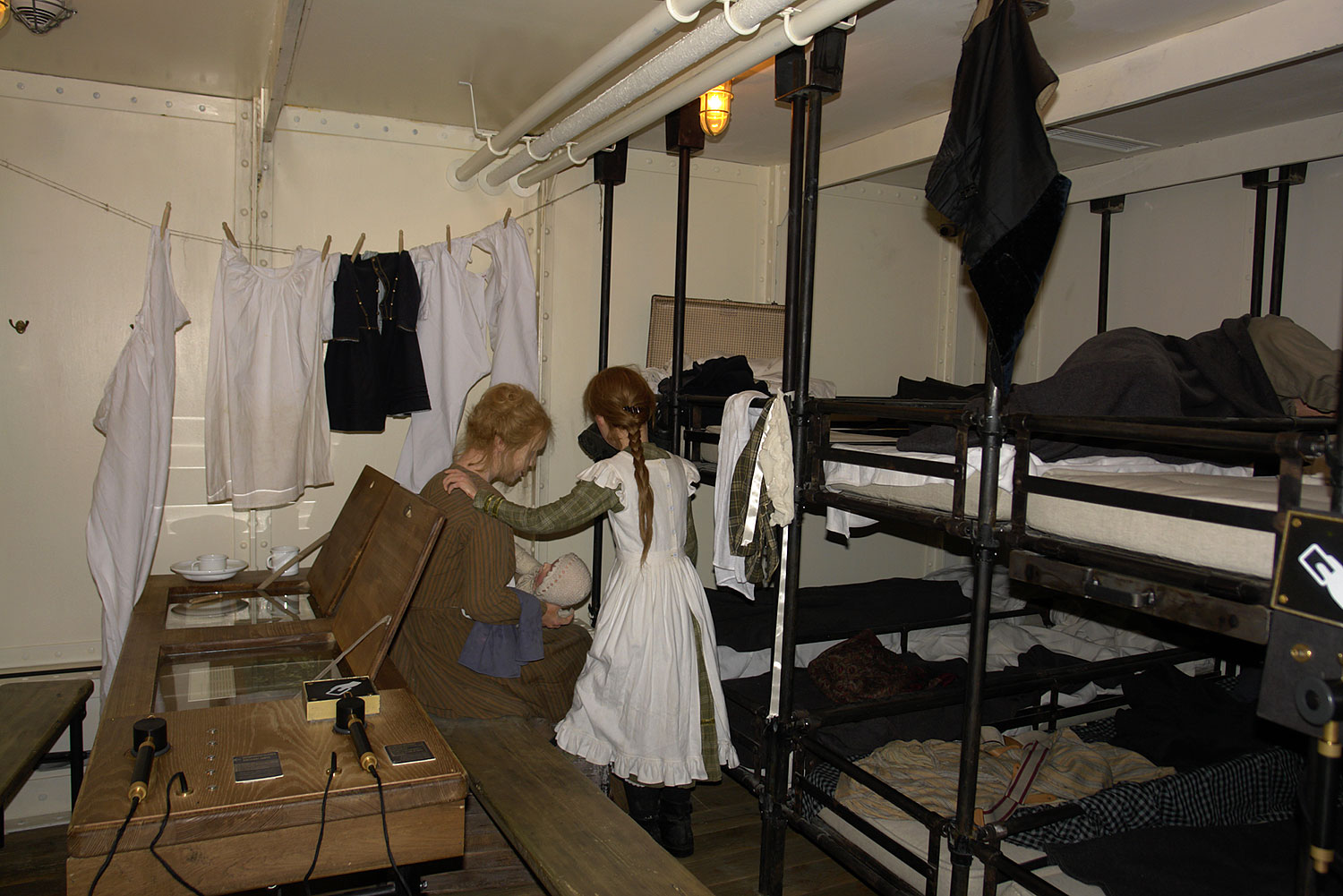
Leben der Auswanderer im Zwischendeck

Edward Carr, ein Neffe und Teilhaber Slomans, hatte 1879 die "Privatreederei" Edward Carr gegründet und seine Schiffe für die Trampfahrt geplant. Er hatte in England bei Mitchell in Newcastle zwei 2.000 BRT-Schiffe bestellt, die 1881 abgeliefert werden sollten. Aufgrund von Ballins Garantien, 650 – 700 Passagiere pro Dampfer, 82,- Mark netto pro Passage, ließ er die Zwischendecks dieser Schiffe so ausstatten, dass sie Platz für die entsprechende Passagiere boten. Für jeden Passgeplatz, der unbesetzt blieb, garantierte Ballin ein Ausfallgeld von 20 Mark, bzw. 35,- Mark, falls schon Vorbereitungen getroffen waren. Schon auf der 1. Reise, am 7. Juni 1881 wurden 581 Auswanderer befördert. Ballins Versprechungen erfüllten sich, die Passageplätze waren fast immer ausgebucht, Carr verzichtete schon bei der ersten Reise auf das Ausfallgeld und bestellte neue Schiffe bei Mitchell. Jetzt mit 2.700 BRT und 950 und später sogar mit 1.250 Plätzen für Zwischendeckpassagiere. Die Schiffe hatten zwei Zylinderkessel und eine Expansions-Dampfmaschine mit 5,6 bar bzw. 6,3 bar Dampfdruck. Sie liefen mit der indizierten Leistung von 1.200 PSi bzw. 1.500 PSi rund 10 Knoten. 1885 fuhren schon 5 Schiffe für Carr.

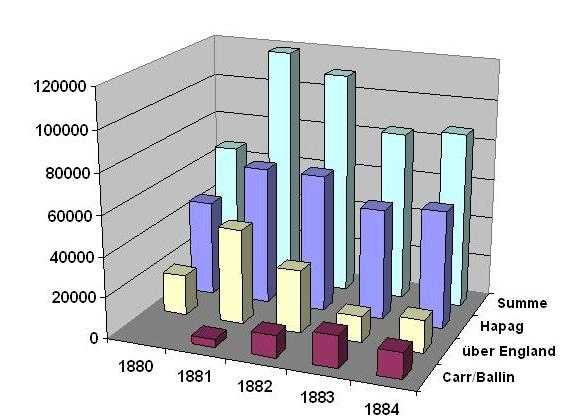
Beförderte Auswanderer der Hapag, der Carr-Linie und indirekt über England von 1880–84

Schon bald reagierten die Hapag und der Norddeutsche Lloyd (NDL), sie senkten die Preise schrittweise von 120,- Mark im Mai (USA $ 30,00 )1882 bis Oktober 1882 auf 90,- Mark für Zwischendeckpassagiere, bis Juni 1883 auf 80,- Mark. Auch die Franzosen, Holländer (Holland-Amerika-Linie in Rotterdam), Belgier (Red Star Line in Antwerpen) und Engländer spürten die neue Konkurrenz im Auswanderergeschäft. Der Preis sank bis Februar 1884 auf 30,- Schilling. Die Zahl der indirekten Auswanderer über England z. B. reduzierte sich deutlich, und Hamburg profitierte davon. Natürlich zogen Carr und Ballin nach und zum Vorteil der Auswanderer sanken die Preise im Zwischendeck.
Nach endlosen Verhandlungen fanden die beteiligten Reedereien 1885 eine Einigung und eine für Carr günstige Lösung. Der Preis wurde allgemein auf 100 Mark festgelegt, nur für die fünf Carr-Schiffe galt die reduzierte Rate von 90 Mark.

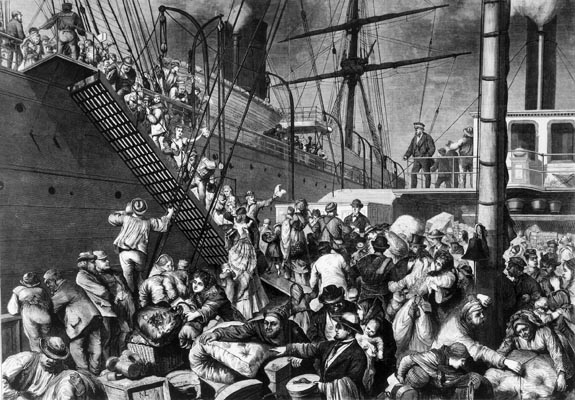
Auswanderer besteigen den Dampfer um 1880

## Gründung der Union-Linie (1886)
Inzwischen wurde für Sloman klar, dass er seinen 1881 begonnenen als „Australia-Sloman-Linien-AG“ geführten Australiendienst aufgrund der 1884/85 verhandelten Postdampfer-Verträge aufgeben musste. Daher ließ er 1885 diese sechs Dampfschiffe mit rund 2.200 BRT umbauen, um im Zwischendeck Platz für Auswanderer zu schaffen. Er schloss sich mit Carr zusammen und gemeinsam gründeten sie 1886 die Union-Linie.
Diese Linie hatte keine eigenen Schiffe, sondern sie setzte die Dampfer von Carr und Sloman ein. Sie stellten ab 1886 mit ihren 12 Schiffen und rund 10.000 Plätzen im Zwischendeck eine starke Konkurrenz dar. Am 17. März 1886 wurde von Carr und Morris & Co. angekündigt, dass ab dem 15. Mai jeden Sonnabend eine Abfahrt stattfinden werde. Da die Passagiere der Union-Linie im Gegensatz zu den anderen Reedern alle Deckflächen nutzen konnten, die Schiffe transportierten ansonsten Ladung, waren die Schiffe sehr beliebt. Die anderen Reedereien beförderten auch Kajütpassagiere der 1. und 2. Klasse, für die natürlich die „besseren“ oberen und vorderen freien Decks reserviert waren.

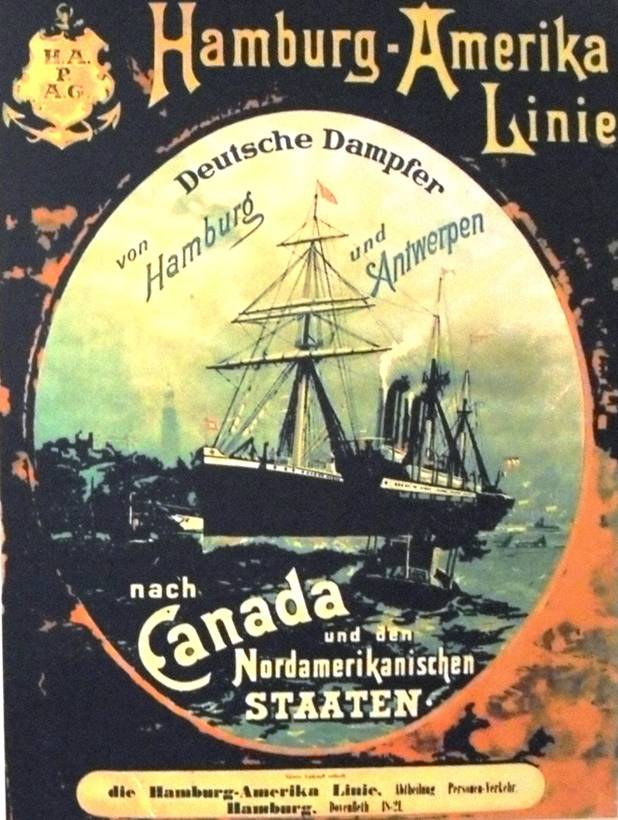
Hapag Plakat um 1890

## Auswandererbeförderung im Gemeinschaftsdienst von der Hapag und der Union-Linie
Der Druck dieser starken Konkurrenz führte in Form eines Poolvertrages zu einer schnellen Einigung mit der Hapag, worin die Hapag sehr weitgehende Zugeständnisse machte. Der vereinbarte zukünftige Gemeinschaftsdienst sah vor, dass die Hapag 60 % und die Union-Linie 40 % der Abfahrten zugestanden wurden. Die Organisation übernahm die Hapag mit Ballin als neuen selbstständigen Leiter des Passagegeschäftes. Ballin war schon mit 18 Jahren Leiter der Auswandereragentur „Morris & Co“, jetzt wurde er mit 28 Jahren Ende Mai 1886 Chef der wichtigen Passageabteilung des Gemeinschaftsdienstes. Schon schnell zeigte sich für die Union-Linie und die Hapag das Verhandlungsgeschick Ballins, der im raffinierten Tauschgeschäft die Konkurrenz der indirekten Auswanderung über England reduzierte. 1888 wurden die Carr-Schiffe von der Hapag für 5,2 Millionen Mark gekauft und 1895 wurde die Union-Linie von der Hapag übernommen.